# Albo Germán Suárez
Albo Germán Suárez (Ciudad de La Plata, Buenos Aires, 5 de marzo de 1897 -  Buenos Aires, 8  de abril de 1960) fue un arquitecto argentino, construyó en apenas cuatro años, entre 1936 y 1940, más de 60 edificios en 25 municipios de la provincia de Buenos Aires.

## Biografía y carrera profesional
Nació en la Ciudad de La Plata, Buenos Aires, Argentina el 5 de marzo de 1897. Después de egresar del Colegio Otto Krausse de Buenos Aires decidió seguir los pasos de su padre en el oficio de la construcción. Inició sus estudios en Universidad Nacional de La Plata y los finalizó en la Universidad Nacional de Córdoba. En 1917 egresó con el título de arquitecto e ingeniero. Intentó hacer carrera política, postulando como candidato a senador provincial por el Partido Radical, sin mayor éxito.
Se casó con una ciudadana británica con quien tuvo cuatro hijos.
Su obra comenzó en 1930. Suárez tenía una gran amistad con el gobernador de la provincia de Buenos Aires, Manuel A. Fresco. Éste le encomendó a Suárez el trabajo de realizar edificios públicos en la Pampa húmeda, dándole carta blanca para sus proyectos. La idea era fomentar el crecimiento de algunas pequeñas ciudades y pueblos del interior. Suárez llegó a construir cerca de 60 obras en pocos años. Su trabajo se caracteriza por tres tipos de construcciones: municipalidades, portales de cementerios y mataderos.
- Palacios Municipales, cuyas características principales son la monumentalidad y las torres que simbolizan la avanzada de la civilización sobre el desierto.
- Cementerios se caracterizan también por su monumentalidad y enormes portales que simbolizan el cuerpo humano reintegrándose a la tierra. Suelen ser obras integrales y no solo pórticos.
- Mataderos: funcionales en su representación arquitectónica. Uno de los principales exponentes es el de Coronel Pringles, cuya torre simboliza la hoja de una cuchilla.

Cuando terminó la administración del gobernador Fresco, en 1940, Suárez y su familia se trasladaron a la Capital Federal, donde dirigió múltiples obras de pavimentación urbana y proyectó solo 2 edificios de estilo racionalista.
Albo Suárez falleció el 8 de abril de 1960, relativamente olvidado, pero dejando una herencia arquitectónica monumental en la pampa argentina.
- Datos: Q5663819